# オクラホマ州知事の一覧

オクラホマ州知事の旗

オクラホマ州知事の一覧（英語：Governor of Oklahoma）は、アメリカ合衆国のオクラホマ州の州知事の一覧である。

## 一覧

### オクラホマ準州知事
| # | 氏名                               | 政党   | 就任   | 退任   | 任命者                     |
| - | ---------------------------------- | ------ | ------ | ------ | -------------------------- |
| 1 | ジョージ・ワシントン・スティール   | 共和党 | 1890年 | 1891年 | ベンジャミン・ハリソン     |
| * | ロバート・マーティン               | 共和党 | 1891年 | 1892年 | 代理知事                   |
| 2 | エイブラハム・ジェファーソン・セイ | 共和党 | 1892年 | 1893年 | ベンジャミン・ハリソン     |
| 3 | ウィリアム・カリー・レンフロウ     | 民主党 | 1893年 | 1897年 | グローバー・クリーブランド |
| 4 | カシアス・マクドナルド・バーンズ   | 共和党 | 1897年 | 1901年 | ウィリアム・マッキンリー   |
| 5 | ウィリアム・ミラー・ジェンキンズ   | 共和党 | 1901年 | 1901年 | ウィリアム・マッキンリー   |
| * | ウィリアム・C・グライムス          | 共和党 | 1901年 | 1901年 | 代理知事                   |
| 6 | トンプソン・ベントン・ファーガソン | 共和党 | 1901年 | 1906年 | セオドア・ルーズベルト     |
| 7 | フランク・フランツ                 | 共和党 | 1906年 | 1907年 | セオドア・ルーズベルト     |

### オクラホマ州知事
| #  | 氏名                           | 政党   | 就任           | 退任           |
| -- | ------------------------------ | ------ | -------------- | -------------- |
| 1  | チャールズ・N・ハスケル        | 民主党 | 1907年11月16日 | 1911年1月9日   |
| 2  | リー・クルース                 | 民主党 | 1911年1月9日   | 1915年1月11日  |
| 3  | R・L・ウィリアムズ             | 民主党 | 1915年1月11日  | 1919年1月13日  |
| 4  | ジェームズ・B・A・ロバートソン | 民主党 | 1919年1月13日  | 1923年1月8日   |
| 5  | ジャック・C・ウォルトン        | 民主党 | 1923年1月8日   | 1923年11月19日 |
| 6  | マーティン・E・トラップ        | 民主党 | 1923年11月19日 | 1927年1月10日  |
| 7  | ヘンリー・S・ジョンストン      | 民主党 | 1927年1月10日  | 1929年3月20日  |
| 8  | ウィリアム・J・ホロウェイ      | 民主党 | 1929年3月20日  | 1931年1月1日   |
| 9  | ウィリアム・H・マレー          | 民主党 | 1931年1月1日   | 1935年1月14日  |
| 10 | アーネスト・W・マーランド      | 民主党 | 1935年1月14日  | 1939年1月9日   |
| 11 | レオン・C・フィリップス        | 民主党 | 1939年1月9日   | 1943年1月11日  |
| 12 | ロバート・S・カー              | 民主党 | 1943年1月11日  | 1947年1月13日  |
| 13 | ロイ・J・ターナー              | 民主党 | 1947年1月13日  | 1951年1月8日   |
| 14 | ジョンストン・マレー           | 民主党 | 1951年1月8日   | 1955年1月10日  |
| 15 | レイモンド・D・ゲイリー        | 民主党 | 1955年1月10日  | 1959年1月12日  |
| 16 | J・ハワード・エドモンドソン    | 民主党 | 1959年1月12日  | 1963年1月6日   |
| 17 | ジョージ・ナイ                 | 民主党 | 1963年1月6日   | 1963年1月14日  |
| 18 | ヘンリー・ベルモン             | 共和党 | 1963年1月14日  | 1967年1月9日   |
| 19 | デューイ・F・バートレット      | 共和党 | 1967年1月9日   | 1971年1月11日  |
| 20 | デイヴィッド・ホール           | 民主党 | 1971年1月11日  | 1975年1月13日  |
| 21 | デイヴィッド・L・ボーレン      | 民主党 | 1975年1月13日  | 1979年1月8日   |
| 22 | ジョージ・ナイ                 | 民主党 | 1979年1月8日   | 1987年1月12日  |
| 23 | ヘンリー・ベルモン             | 共和党 | 1987年1月12日  | 1991年1月14日  |
| 24 | デイヴィッド・ウォルターズ     | 民主党 | 1991年1月14日  | 1995年1月9日   |
| 25 | フランク・キーティング         | 共和党 | 1995年1月9日   | 2003年1月13日  |
| 26 | ブラッド・ヘンリー             | 民主党 | 2003年1月13日  | 2011年1月10日  |
| 27 | メアリー・フォーリン           | 共和党 | 2011年1月10日  | 2019年1月14日  |
| 28 | ケビン・スティット             | 共和党 | 2019年1月14日  | 現職           |